# Code de la construction et de l'habitation
Pour les articles homonymes, voir CCH.
En droit français, le code de la construction et de l'habitation (CCH) est le code qui regroupe les dispositions législatives et réglementaires relatives à la construction (réglementations techniques, dont sur la sécurité incendie, l'accessibilité, l'acoustique, etc.), à la promotion immobilière, aux logements sociaux et à d'autres questions relatives à l'immobilier.

## Histoire

### Création
Le code de l'urbanisme et de l'habitation est créé le 26 juillet 1954. Ce code se trouve remplacé dans les années 1970 pour distinguer ce qui relève de l'urbanisme d'une part, et ce qui concerne la construction des bâtiments et le logement d'autre part. Dans cet esprit, le Code de l'urbanisme français est institué en 1973. Le code de la construction et de l'habitation est lui créé par deux décrets du 31 mai 1978 : le décret no 78-621 pour la partie législative et le décret no 78-622 pour la partie réglementaire.

### Évolutions
Deux nouveaux livres ont été ajoutés au code : 
- le livre VII par l'article 52 de la loi pour l'accès au logement et un urbanisme rénové (loi ALUR) en 2014 ;
- le livre VIII par une ordonnance du 17 juillet 2019[4].

#### Sécurité dans les immeubles
La sécurité dans les immeubles comprend des articles relatifs à l'« intervention de la police, et de la gendarmerie, dans les immeubles à usage d'habitation. ». Ces articles ont été créés et modifiés par la loi no 95-73 du 21 janvier 1995 d'orientation et de programmation relative à la sécurité, la loi du 15 novembre 2001 relative à la sécurité quotidienne (LSQ), la loi du 18 mars 2003 pour la sécurité intérieure (LSI), et la loi du 5 mars 2007 relative à la prévention de la délinquance).
L'art L126-3 créé par la loi du 18 mars 2003 sur la sécurité intérieure dispose notamment que « l'entrave apportée, de manière délibérée, à l'accès et à la libre circulation des personnes ou au bon fonctionnement des dispositifs de sécurité et de sûreté, lorsqu'elles sont commises en réunion de plusieurs auteurs ou complices, dans les entrées, cages d'escalier ou autres parties communes d'immeubles collectifs d'habitation, sont punies de deux mois d'emprisonnement et de 3 750 euros d'amende. » ; article modifié par la loi du 5 mars 2007 relative à la prévention de la délinquance).

## Plan du code
- livre Ier : dispositions générales
- livre II : statut des constructeurs
- livre III : aides diverses à la construction d'habitations et à l'amélioration de l'habitat — aide personnalisée au logement
- livre IV : habitations à loyer modéré
- livre V : habitat indigne[8]
- livre VI : mesures tendant à remédier à des difficultés exceptionnelles de logement
- livre VII : immeubles relevant du statut de la copropriété
- livre VIII : aides personnelles au logement

## Évolution en 2020-2021
Dans le cadre des démarches de simplifications administratives et de simplification des règles de la construction, sous l'égide du ministère chargé de la Cohésion des territoires et du Conseil supérieur de la construction et de l'efficacité énergétique (CSCEE), en lien avec l'article 26 de la loi pour un État au service d'une société de confiance (ESSOC), ce code est en réécriture en 2018-2019. Des solutions autres que le droit commun pourraient être introduites dans les projets de construction pour favoriser l'innovation (démarche entamée par une ordonnance  au Journal officiel le 31 octobre 2018). Comme prévu dès 2018 lors des travaux préparatoires, l'ordonnance no 2020-71 du 29 janvier 2020, publiée au Journal officiel le 31 janvier 2020 procède en conséquence à la réécriture du livre Ier ainsi qu'à des modifications dans d'autres livres du code. L’ordonnance prévoit une entrée en vigueur à une date fixée par décret, et au plus tard le 1er juillet 2021,. Après la publication de la partie réglementaire du nouveau livre Ier par le décret no 2021-872 du 30 juin 2021, cette réforme entre effectivement en vigueur à la date du 1er juillet 2021.